# Pekka Rautakallio
Pekka Rautakallio, född 25 juli 1953 i Björneborg, är en finländsk ishockeytränare och före detta professionell ishockeyspelare. Han har senast tränat Dinamo Riga i den ryska KHL-ligan där han fick sparken i november 2012. Säsongen 2014/2015 var Rautakallio tränare för Ässät i finska FM-ligan.
Han spelade 165 A-landskamper med finska landslaget under åren 1971 till 1983 och valdes till Finlands bästa ishockeyspelare år 1979. År 1982 var Rautakallio den första finska spelaren som nominerades till NHL All-Star Game. FM-ligas årliga pris för bästa back är uppkallad efter Rautakallio. Han valdes 1993 i den Finländska ishockeyns Hall of Fame.

## Klubbar

### Som spelare
- Ässät Björneborg 1968–1975, 1977–1979
- Phoenix Roadrunners 1975–1977
- Atlanta Flames 1979–1980
- Calgary Flames 1980–1982
- IFK Helsingfors 1982–1987
- SC Rapperswil-Jona 1987–1989

### Som tränare
- SC Rapperswil-Jona 1993–1998
- Esbo Blues 1998–1999, 2004–2005
- SC Bern 1999–2001
- ZSC Lions 2001–2003
- HC Ambrì-Piotta 2005–2007
- Ässät Björneborg 2009–2011
- Dinamo Riga 2011–2012

## Landslaget
- Ishockey-VM: 1972, 1973, 1975, 1977, 1978, 1979, 1983
- Canada Cup: 1976, 1981

## Meriter
- FM-guld: 1971, 1978, 1983